# Senat Klose I
Der Senat Klose I bildete vom 12. November 1974 bis zum 28. Juni 1978 die Hamburger Landesregierung.
| Amt | Name                                  | Partei | Partei |
| --- | ------------------------------------- | ------ | ------ |
| Erster Bürgermeister                                                                                        | Hans-Ulrich Klose                     |        | SPD    |
| Zweiter Bürgermeister                                                                                       | Dieter Biallas                        |        | FDP    |
| Behörde für Wissenschaft und Kunst                                                                          | Dieter Biallas                        |        | FDP    |
| Behörde für Inneres                                                                                         | Werner Staak                          |        | SPD    |
| Behörde für Vermögen und öffentliche Unternehmen bis 28. April 1976 und Senatsamt für den Verwaltungsdienst | Wilhelm Eckström bis 28. April 1976   |        | SPD    |
| Behörde für Vermögen und öffentliche Unternehmen bis 28. April 1976 und Senatsamt für den Verwaltungsdienst | Hans-Ulrich Klose                     |        | SPD    |
| Arbeits- und Sozialbehörde                                                                                  | Ernst Weiß                            |        | SPD    |
| Behörde für Wirtschaft, Verkehr und Landwirtschaft                                                          | Helmuth Kern bis 28. April 1976       |        | SPD    |
| Behörde für Wirtschaft, Verkehr und Landwirtschaft                                                          | Wilhelm Nölling                       |        | SPD    |
| Finanzbehörde                                                                                               | Hans-Joachim Seeler                   |        | SPD    |
| Behörde für Jugend, Schule und Berufsbildung                                                                | Günter Apel                           |        | SPD    |
| Gesundheitsbehörde                                                                                          | Wilhelm Nölling bis 28. April 1976    |        | SPD    |
| Gesundheitsbehörde                                                                                          | Helga Elstner                         |        | SPD    |
| Bevollmächtigter beim Bund                                                                                  | Jürgen Steinert                       |        | SPD    |
| Justizbehörde                                                                                               | Ulrich Klug bis 23. Februar 1977      |        | FDP    |
| Justizbehörde                                                                                               | Gerhard Moritz Meyer ab 30. März 1977 |        | FDP    |
| Baubehörde                                                                                                  | Rolf Bialas                           |        | FDP    |